# August Joseph Schön

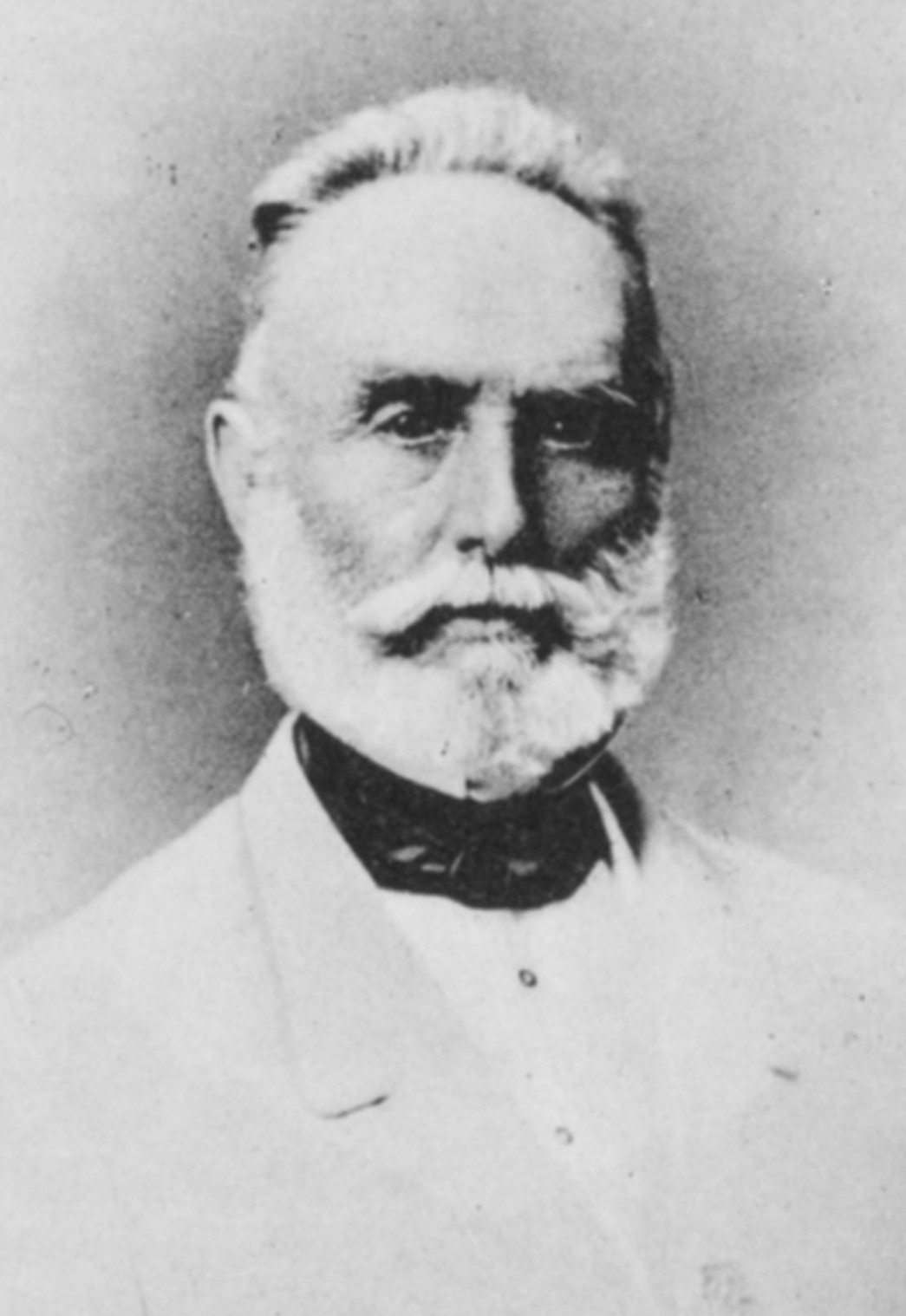
August Joseph Schön

August Joseph Schön (* 22. Mai 1802 in Hamburg; † 6. Juli 1870 in Klein Flottbek) war ein deutscher Kaufmann und Reeder. 

## Leben
August Joseph Schön war ein Sohn des Hamburger Kaufmanns Samuel Sigismund Schön (1772–1819) und dessen Ehefrau Elisabeth Schleiden (1778–1825). Ein Bruder war der Mediziner Johann Matthias Albrecht Schön. August Joseph Schön ging als junger Mann nach St. Thomas und wurde dort Teilhaber der Firma Overmann & Co., die nach seinem Eintritt in Overmann & Schön umbenannt wurde. In den 1830er Jahren kam Carl Heinrich Willink nach St. Thomas und trat in die Firma ein, die nun A. J. Schön & Co. hieß. Sie errichteten eine Zweigniederlassung in San Juan auf Puerto Rico.
Schön kehrte im September 1838 nach Hamburg zurück und ließ die Schiffe des Unternehmens ab 1840 dort registrieren. Er etablierte im Juli 1847 gemeinsam mit Willink die Hamburger Niederlassung unter gleicher Firma. Im selben Jahr gehörte A. J. Schön & Co. zu den vier größten Reedereien Hamburgs.  Sie galt zeitweise mit zwanzig Segelschiffen als bedeutendste Reederei auf der Handelsroute nach Westindien. Schöns Sohn Gustav Adolf trat im Jahr 1857 ebenfalls in die Firma ein, sein ältester Sohn Christian August Wilhelm folgte 1865.
Schön bekleidete von 1839 bis 1866 das Amt eines Konsuls des Herzogtums Nassau.
Er war von 1849 bis 1853 Commerzdeputierter und Bürger der Maklerordnung. In seiner Eigenschaft als Commerzdeputierter war er von 1849 bis 1851 Mitglied der Schifffahrt- und Hafendeputation sowie 1850 und 1851 Mitglied der Bankdeputation. Schön war 1852 Präses sowie von 1858 bis 1870 Altadjungierter der Commerz-Deputation in Hamburg. Von 1859 bis 1864 gehörte Schön der Hamburgischen Bürgerschaft als Abgeordneter an. Als Reeder wählte ihn die Kaufmannschaft von 1861 bis 1865 in die Kommission für die Seemannskasse. Die Bürgerschaft wählte ihn zum Mitglied der Deputation für Handel und Schifffahrt für die Jahre von 1865 bis 1867.
Schön war 1854 an der Gründung der Hamburg-Bremer Feuer-Versicherungs-Gesellschaft beteiligt, die zum Jahresbeginn 1855 ihre Tätigkeit aufnahm. Er zählte zu den Gründern des Garantie-Disconto-Vereins, der während der Wirtschaftskrise von 1857 entstand. Schön war Mitbegründer der Aktiengesellschaft zur Errichtung einer Zollvereins-Niederlage auf der Sternschanze, deren erster Verwaltungsratsvorsitzender er war.
August Joseph Schön heiratete am 8. Januar 1825 Nicoline Elisabeth Gravenhorst Lövenstierne (1807–1883). Sie hatten vier Söhne und zwei Töchter, darunter die Unternehmer und Politiker Gustav Adolf Schön (1834–1889) und Anton Matthias Schön (1837–1922). Der Jurist Alexander Schön (1864–1941) war sein Enkel.

## Ehrungen
Schön war seit November 1864 Ritter des Herzoglich Nassauischen Militär- und Zivildienst-Ordens Adolphs von Nassau. Zudem war er Inhaber des Guelphen-Ordens IV. Klasse.
Zur Würdigung seines Engagements für die Gründung der Zollvereins-Niederlage und dem damit verbundenen Nutzen für den Hamburger Handel wurde 1869 eine Straße nach Schön benannt.